# 赤荻正樹
赤荻 正樹（あかおぎ まさき）は日本の地球科学者、化学者。専門は高圧地球科学、熱化学、無機固体化学。天然の二酸化チタン高圧相の一つは、新鉱物としてAkaogiiteと命名された（国際鉱物学連合 IMA2007-058）。

## 略歴
- 1973年 東北大学 理学部 地学科 卒業
- 1975年 東京大学 理学系研究科 地球物理学専攻修士課程修了
- 1978年 東京大学 理学系研究科 地球物理学専攻博士課程修了　理学博士
- 1979年 - 1988年 金沢大学理学部助手
- 1981年 - 1982年 アリゾナ州立大学 化学科 博士研究員
- 1988年 - 1990年 金沢大学理学部助教授
- 1990年 学習院大学理学部教授

## 受賞
- 1996年 日本鉱物学会賞
- 1998年 Mineralogical Society of America, Fellow
- 2015年 日本高圧力学会学会賞
- 2018年 日本地球惑星科学連合 フェロー